# Hippopsicon cribricolle
Hippopsicon cribricolle är en skalbaggsart som beskrevs av Max Quedenfeldt 1888. Hippopsicon cribricolle ingår i släktet Hippopsicon och familjen långhorningar. Inga underarter finns listade i Catalogue of Life.